# Eucereon flemmingi
Eucereon flemmingi är en fjärilsart som beskrevs av Rothschild 1912. Eucereon flemmingi ingår i släktet Eucereon och familjen björnspinnare. Inga underarter finns listade i Catalogue of Life.